# Mithrax caboverdianus
Mithrax caboverdianus is een krabbensoort uit de familie van de Mithracidae. De wetenschappelijke naam van de soort is voor het eerst geldig gepubliceerd in 1986 door Türkay.